# Antonín Bečvář

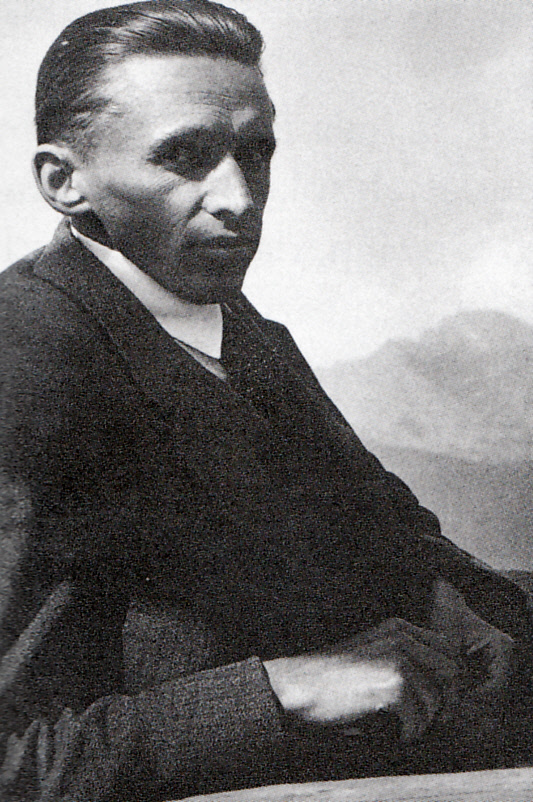
Antonín Bečvář

Antonín Bečvář (* 10. Juni 1901 in Stará Boleslav; † 10. Januar 1965 in Brandýs nad Labem) war ein tschechischer Astronom.

## Leben
Antonín Bečvář wurde am 10. Juni 1901 in der mittelböhmischen Stadt Stará Boleslav, gut 10 km nordöstlich von Prag, geboren. Er war durch eine Skeletterkrankung gesundheitlich beeinträchtigt. 1924 schloss er sein Studium der Meteorologie an der Karls-Universität ab und konnte aus gesundheitlichen Gründen erst 1934 seine Promotion beenden. Er erhielt einen Doktortitel vom Institut für Meteorologie, wo er auch seine erste Anstellung fand, 1937 nahm er eine staatliche Stelle als Klimatologe in Štrbské Pleso, in der Hohen Tatra, an.

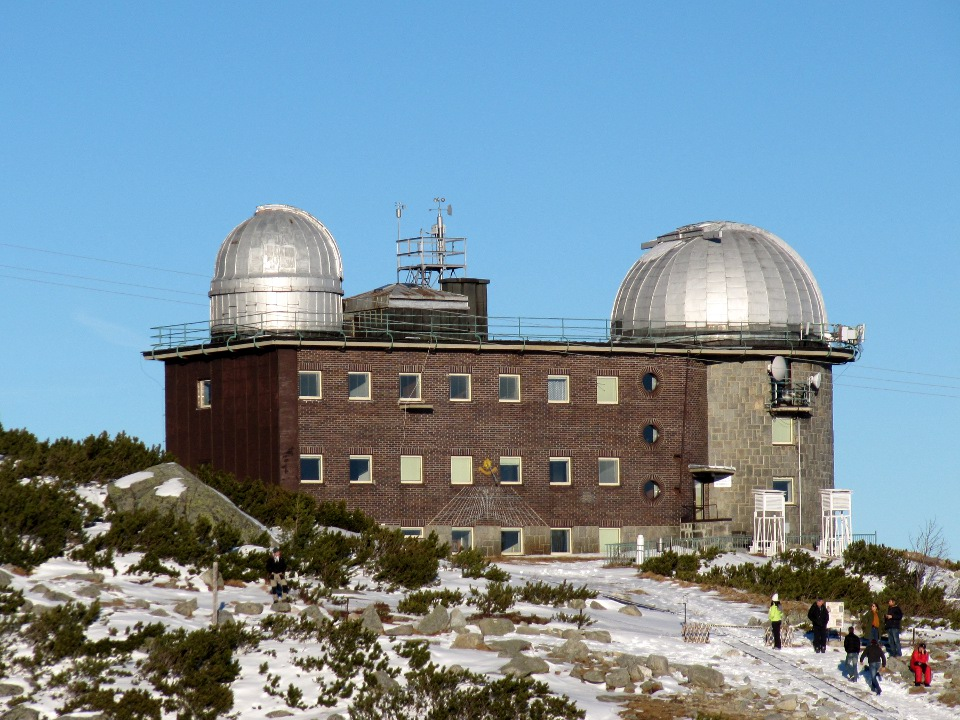
Das Observatorium Skalnaté pleso

Das sogenannte Münchner Abkommen und der erste Wiener Schiedsspruch führten 1938 neben dem Einmarsch deutscher Truppen in Teile der damaligen Tschechoslowakei auch zu Grenzveränderungen, durch die Stará Ďala ungarisch wurde, woraufhin das dortige astrophysikalische Observatorium evakuiert wurde. Bečvář erkannte die Eignung der Hohen Tatra für astronomische Beobachtungen und konnte die Regierungsstellen davon überzeugen, den 24-Zoll-Zeiss-Reflektor nach Skalnaté pleso zu verlegen. So wurde er der Gründer und von 1943 bis 1950 der erste Direktor des Observatoriums Skalnaté Pleso.
Als die deutschen Truppen gegen Ende des Zweiten Weltkriegs auf ihrem Rückzug die Taktik der verbrannten Erde verfolgten, konnten die Arbeiter der zum Observatorium hinaufführenden Seilbahn die Sprengung des Observatoriums abwenden, es wurde lediglich die Bodenstation der Seilbahn gesprengt.
1950 kam es zu Differenzen mit der örtlichen Regierung und Bečvář wurde zwangsweise in den vorzeitigen Ruhestand versetzt. Den Rest seines Lebens verbrachte er bei seiner Familie, Schwester und Eltern, in seiner Heimatstadt Brandýs. Er war nicht verheiratet. Nach wiederholten Anfällen einer Lungenentzündung starb Antonín Bečvář am 10. Januar 1965 im Alter von 63 Jahren.

## Werk
Die Arbeit des von Bečvář gegründeten Observatoriums bestand unter anderem in Sonnenbeobachtungen, fotografischen Aufnahmen von Meteoren, insbesondere der Ursiden, und Kometenentdeckungen. Bečvář selbst ist Entdecker der Kometen C/1942 C1 (Whipple-Bernasconi-Kulin) und C/1947 F2 (Becvar). Am Observatorium wurden sechzehn weitere Kometen entdeckt, was lange vor Einführung der CCD-Sensoren in der Astronomie als bemerkenswert gilt.
Bečvář ist besonders für die von ihm erstellten Sternatlanten bekannt. Der Atlas Coeli Skalnaté Pleso enthält alle Sterne bis zu einer scheinbaren Helligkeit von 7,75 mag (das sind 32.571 Sterne), visuelle und spektroskopische Doppelsterne, Novae und Supernovae, Isophoten der Milchstraße, sowie Sternhaufen, Nebulae und Galaxien. Dazu kommen viele weitere Informationen wie der Himmelsäquator, die Ekliptik, die offiziellen Sternbildgrenzen und die hellsten Radioquellen. Im Atlas entsprechen 1° Winkelabstand am Firmament 0,75 cm auf den Karten. Der Atlas wurde 1948 von der Tschechischen Astronomischen Gesellschaft veröffentlicht und kurz darauf  folgte der zugehörige Katalog. Wegen Papierknappheit konnte die Nachfrage nicht befriedigt werden, so dass der Atlas von der Sky Publishing Corporation in den  USA als Skalnate Pleso Atlas of the Heavens herausgegeben wurde. Dieser Atlas hat weltweite Verbreitung unter beobachtenden Astronomen gefunden.
Während seines Ruhestandes arbeitete Bečvář an weiteren Atlanten. Es erschienen
- 1958 Atlas Eclipticalis: ein Atlas mit 32 Karten der Sterne um die Ekliptik,  genauer mit einer Deklination zwischen −30° und +30°,
- 1960 Altas Borealis: ein Atlas mit 24 Karten der Sterne des nördlichen Sternhimmels, genauer mit einer Deklination über +30°,
- 1964 Atlas Australis: ein Atlas mit 24 Karten der Sterne des südlichen Sternhimmels, genauer mit einer Deklination unter −30°.

Auch diese sind von der Sky Publishing Corporation veröffentlicht worden.
Seine Leidenschaft für Fotografie führte 1948 zu einem Bildband über die Hohe Tatra sowie 1953 zu dem Buch Atlas Nubium Skalnate Pleso über Wolken.

## Ehrungen
- Im Jahre 1970 benannte die Internationale Astronomische Union den Krater Bečvář offiziell nach Antonín Bečvář.[6]
- Der 1982 entdeckte Asteroid (4567) Becvar ist ebenfalls nach Antonín Bečvář benannt.[7]